# Erbach (Lüder)

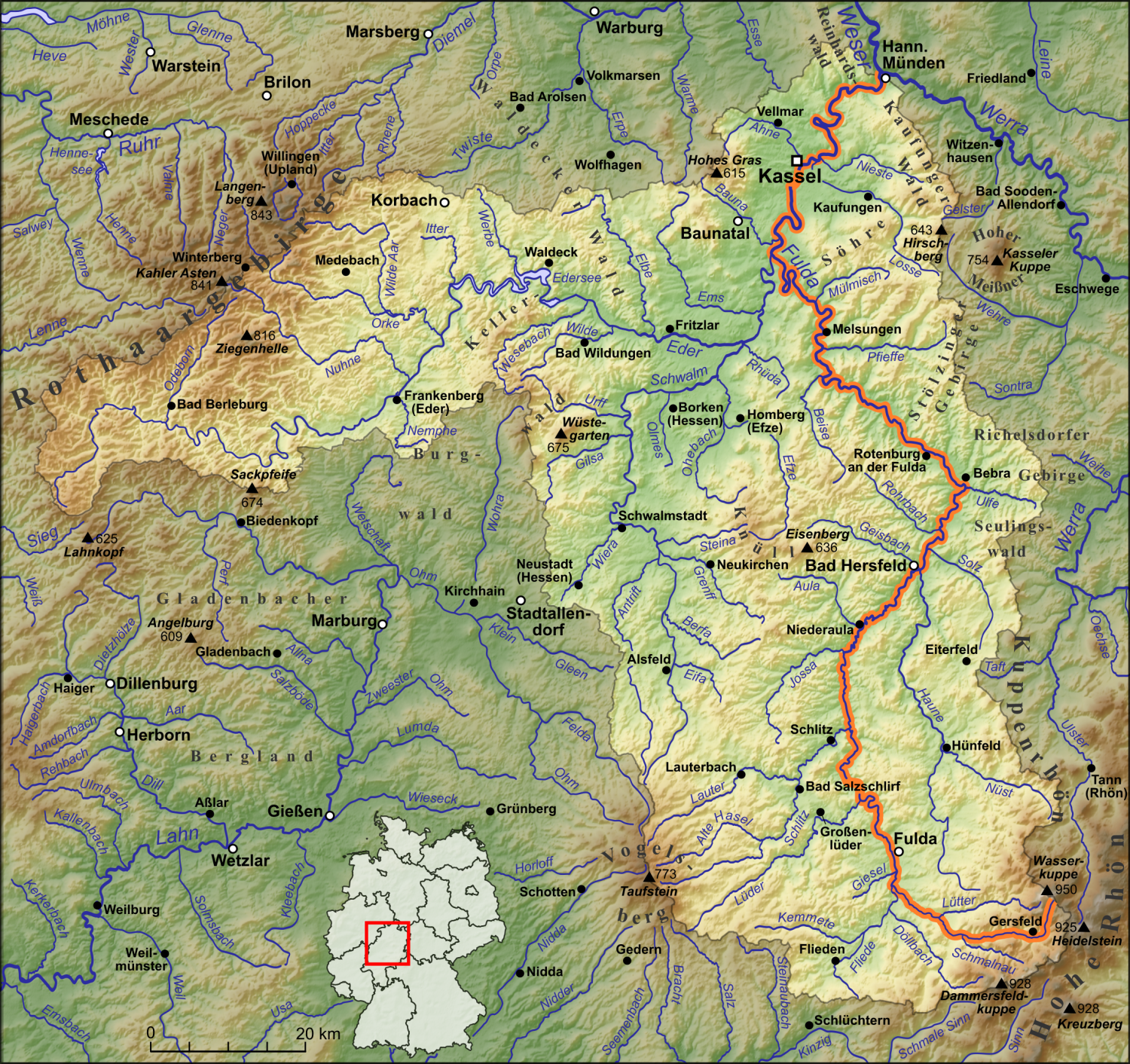
Der Verlauf der Lüder aus dem Vogelsberg auf dem Weg zur Fulda (am Kartenende rechts)

Der Erbach ist ein 3,7 Kilometer langer, rechter Nebenzufluss des linken Fulda-Zuflusses  Lüder im Landkreis Fulda in Hessen.
Er entspringt im östlichen Vogelsberg im Gieseler Forst unweit des Fuldaer Stadtteils Malkes und fließt durch den Ort selbst in nördlicher Richtung nach Bimbach. Durchfließt den Ort Bimbach, unterquert die B 254 und mündet bei Lüder-Km 31.3 in der Gemarkung Unterbimbach von rechts in die Lüder.
Sein Einzugsgebiet umfasst 12,315 km². Seine Gewässerkennzahl ist 4236-6.